# Levier
Levier is een gemeente in het Franse departement Doubs (regio Bourgogne-Franche-Comté). De plaats maakt deel uit van het arrondissement Pontarlier. Op 1 januari 2017 werd de per die datum opgeheven gemeente Labergement-du-Navois toegevoegd aan de gemeente Levier. Levier telde op 1 januari 2022 2.345 inwoners.

## Geografie
De oppervlakte van Levier bedraagt 44,34 km², de bevolkingsdichtheid is 50 inwoners per km² (per 1 januari 2019).
De onderstaande kaart toont de ligging van Levier met de belangrijkste infrastructuur en aangrenzende gemeenten.

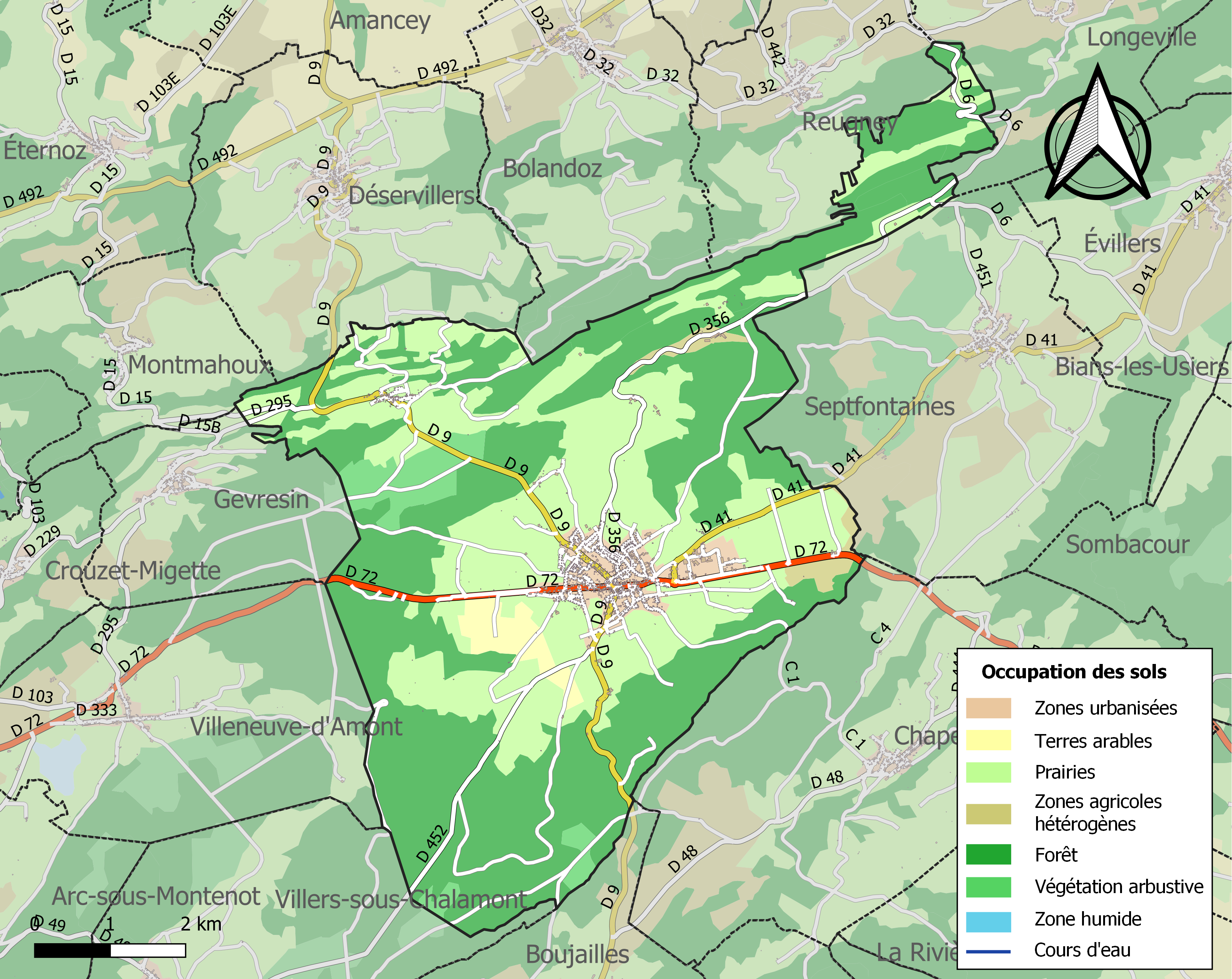

## Demografie
Onderstaande figuur toont het verloop van het inwonertal (bron: INSEE-tellingen).